# ووم‌بای، کوئینزلند
ووم‌بای (به انگلیسی: Woombye) یک شهرک در استرالیا است که در کوئینزلند واقع شده‌است.